# Oberamt Heuchlingen
Das (Ober-)Amt Heuchlingen war ein Amt der Fürstpropstei Ellwangen.

## Geschichte
Die Burg Wöllstein war der Kern der Ellwangener Herrschaft im Gebiet. Die Burg wurde 1374 von Ellwangen erworben aber zunächst als Lehen weitergegeben. Nach dem Aussterben von Hürnheim-Niederhaus-Hochaltingen 1583 zog die Fürstpropstei Ellwangen Burg und Ort Abtsgemünd als erledigtes Lehen ein. 1585 kam auch Heuchlingen als erledigtes Lehen zurück an die Fürstpropstei. Heuchlingen war Sitz des Amtmanns.
Das Amt wurde seit 1636 als Oberamt bezeichnet. An der Spitze stand ein adliger Oberamtmann. Diese kam im 18. Jahrhundert aus der Adelsfamilie Lang von Leinzell.
Im Vorgriff auf den 1803 wirksamen Reichsdeputationshauptschluss kam das Oberamt Heuchlingen mit der Fürstpropstei bereits 1802 an Württemberg (seit 1806 Königreich) und wurde dem neuen Oberamt Aalen zugeordnet.

## Umfang
Das Oberamt Heuchlingen bestand am Ende des HRR aus folgenden Bestandteilen: Abtsgmünd, Dewangen, Göggingen, Heuchlingen, Fach, Bernhardsdorf, Hangendenbuch, Hinterbüchelberg, Holzleuten, Oberrombach, Reichenbach, Rodamsdörfle, Altschmiede, Stöcken, Vorderbüchelberg, Wilflingen, Wöllstein und eine Reihe von Höfen.

## Oberamtmänner
- Valentin Lang von Leinzell (1636–1654)
- Johann Friedrich Lang von Leinzell (1654–1674)
- Wilhelm Adelmann von Adelmannsfelden (1674–1685)
- Johann Jacob Lang von Leinzell (1685–)
- Johann Christoph Wilhelm Gottfried Lang von Leinzell (1737–1651)